# آق‌قلعه (شیروان)
آق قلعه روستایی در دهستان قوشخانه بالا بخش قوشخانه شهرستان شیروان استان خراسان شمالی ایران است.
مردم این روستا به زبان ترکی خراسانی سخن می‌گویند

## جمعیت
بر پایه سرشماری عمومی نفوس و مسکن در سال ۱۳۹۵ جمعیت این مکان ۵۹ نفر (۲۱خانوار) بوده‌است.